# Donizete Oliveira
Donizete Francisco de Oliveira (Bauru, 21 de fevereiro de 1968) é um ex-futebolista brasileiro que atuava como meio-campo. Jogou em diversas equipes do Brasil.

## Títulos
Cruzeiro
- Campeonato Mineiro: 1997[2]
- Copa Libertadores: 1997[3]
- Copa do Brasil: 2000

São Paulo
- Copa dos Campeões Mundiais : 1995
- Copa Master da Conmebol: 1996